# Cseszneky György

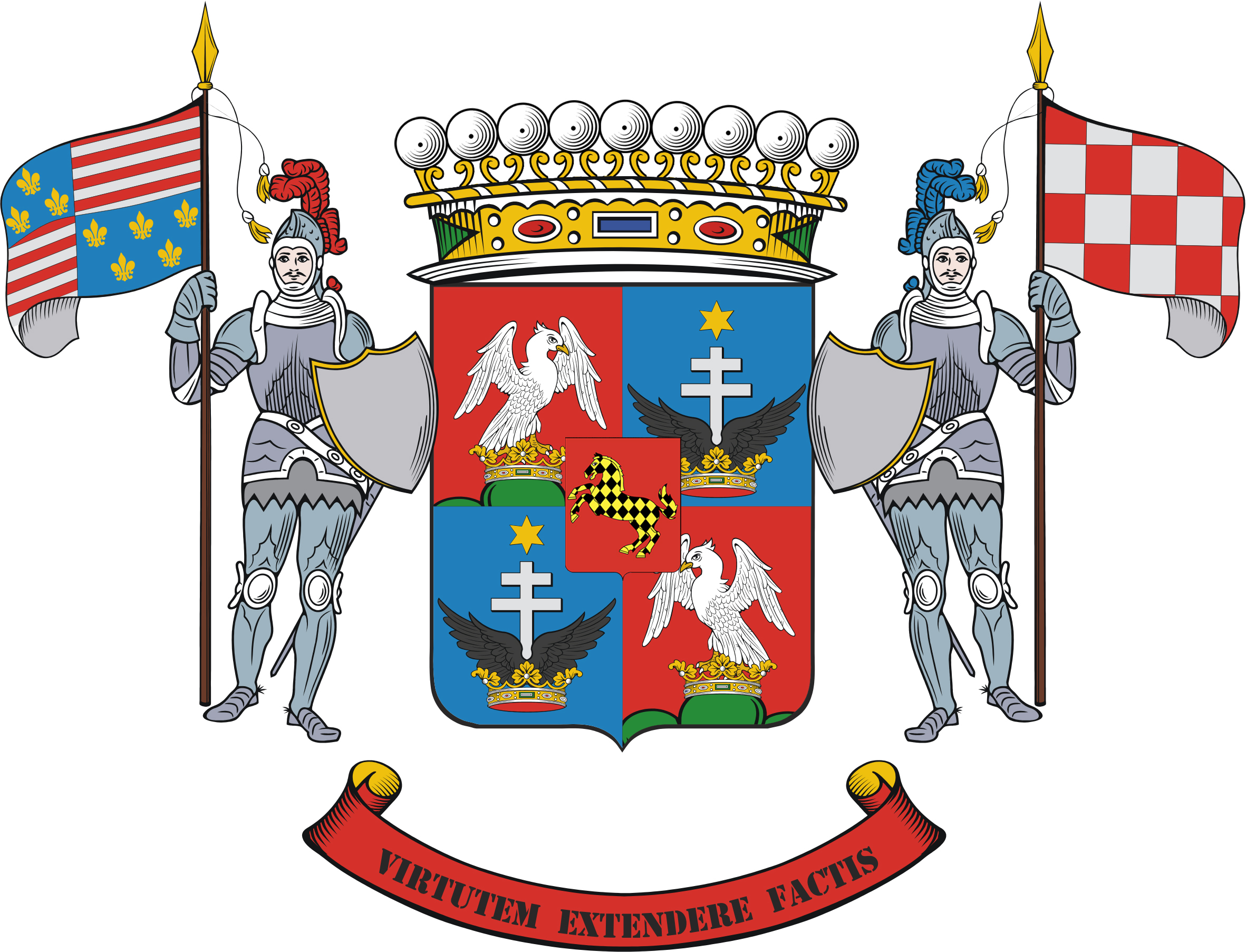
A Cseszneky család címere

Cseszneki és milványi gróf Cseszneky György; 16. századi magyar főnemes.
Cseszneky György a Dózsa György-féle parasztfelkelés idején a Pannonhalmi Bencés Főapátság udvarbírája volt. 1519-ben mint Győr vármegyei birtokost említik. 1525 körül a budai királyi vár udvarbírája volt. 1526-ban Komárom és Tata várának kúriai gazdája volt, s miután báró Korlátkői Péter országbíró és komáromi főispán elesett a mohácsi csatában, ő vette át a tatai, míg Endrédi Somogyi Ferenc a komáromi kapitányi tisztséget. Cseszneky a tatai várat a portyázó török csapatok ellenében sikeresen megvédte. II. Lajos halálát követően, mint a király özvegyének, Habsburg Máriának megbízható híve, Habsburg Ferdinánd trónigényét támogatta. Bakith Pál szerb despota megbízható szövetségese volt egészen annak 1537-ben a diákóvári csatában bekövetkezett haláláig.
1528-ban Nádasdy Tamás budai kapitánnyal közösen elfoglalták Győr várát Ferdinánd részére. Érdemeiért a mágnások rendjébe emelték, elnyerte a vörös pecsétviasz használatának jogát, a győri vár udvarbírájává nevezték ki. Később elnyerte a győri kapitányságot is. 1532-ben az ő felügyelete alatt állt az V. Károly császár által egy Győr melletti szigetre száműzött spanyol költő, Garcilaso de la Vega. 1534-ben királyi adományt nyert Kisbabot községre, melynek felét 1547-ben eladta Poky Gáspár győri alispánnak. 1542-ben a Báthory András főkapitányhoz küldött követek egyike.
Kezdetben katolikus vallású volt, de élete vége felé a lutheránus tanokkal rokonszenvezett, s jelentős adományokkal segítette az evangélikus egyházat.
Felesége Gentsy György leánya volt, akit 1494 körül vett nőül, s valószínűleg az ő fia volt gróf Cseszneky János győri kapitány.